# HMS Trinidad (46)
L'HMS Trinidad (Pennant number 46), terza nave da guerra britannica a portare questo nome, è stata un incrociatore leggero classe Crown Colony, tipo Fiji, della Royal Navy. Impostata nei cantieri di Devonport il 21 aprile 1938 venne varata il 21 marzo 1941 ed entrò in servizio il 14 ottobre seguente in piena seconda guerra mondiale.

## Servizio

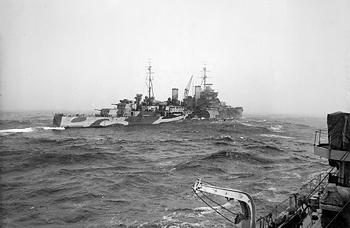
La Trinidad durante la scorta ad un convoglio nell'Atlantico settentrionale

All'ingresso in servizio venne assegnata alla Home Fleet nel 10º Squadrone incrociatori con compiti di scorta ai convogli artici diretti in Unione Sovietica. Nel marzo 1942, mentre scortava il convoglio PQ-13, affrontò insieme alle altre navi della scorta un attacco di cacciatorpediniere tedeschi classe Narvik. La Trinidad affondò il cacciatorpediniere Z26, lanciando successivamente una salva di siluri. Uno dei siluri, forse a causa del freddo, ebbe un malfunzionamento al giroscopio che lo condusse su una traiettoria ad arco colpendo quindi la stessa Trinidad e causando 32 morti. La nave venne trainata lontano dallo scontro in atto e successivamente fu in grado di procedere da sola verso Murmansk. Il sottomarino tedesco U-378 tentò di colpire la nave già danneggiata ma venne individuato e attaccato dal cacciatorpediniere Fury. All'arrivo nel porto sovietico ricevette delle riparazioni parziali.
La nave prese la via del ritorno il 13 maggio seguente, scortata dai cacciatorpediniere Foresight, Forester, Somali e Matchless. Altre navi della Home Fleet si trovavano a breve distanza pronte ad intervenire. La velocità della Trinidad era ridotta a 20 nodi a causa dei danni ricevuti. Il 15 maggio venne attaccata da più di venti bombardieri Junkers Ju 88. Tutte le bombe lanciate non colpirono la nave tranne una, che esplose a breve distanza dalla zona già danneggiata dell'incrociatore, causando un grave incendio. Sessantatré uomini dell'equipaggio morirono, inclusi venti sopravvissuti dell'incrociatore Edinburgh, affondato due settimane prima. La nave venne quindi abbandonata e affondata dai siluri della Matchless nelle acque a nord di Capo Nord.